# Józef Kaczmarczyk (lekkoatleta)
Józef Kaczmarczyk (ur. 2 maja 1900 w Siemianowicach Śląskich, zm. 8 sierpnia 1971 w Katowicach) – polski lekkoatleta, maratończyk i chodziarz, wicemistrz i rekordzista Polski.

## Kariera sportowa
Podczas mistrzostw Polski w 1925 w biegu maratońskim, rozgrywanych 18 października w Bydgoszczy, przybiegł na metę jako pierwszy w czasie 3:15:45. Nie miał jednak opłaconych składek (podobnie jak dwaj następni zawodnicy), więc mistrzem Polski został czwarty na mecie Maksymilian Orczykowski, który ukończył maraton pół godziny po Kaczmarczyku.
W kolejnych mistrzostwach Polski w maratonie Kaczmarczyk również nie zdobył medalu, zajmując 4. miejsce w 1926 i 1928 oraz 6. miejsce w 1927.
Uprawiał również z powodzeniem chód sportowy. Był rekordzistą Polski w chodzie na 1 kilometr (4:25,6 24 sierpnia 1926 w Warszawie). Został wicemistrzem Polski w chodzie na 50 kilometrów w 1931, a w 1934 zajął na tym dystansie 6. miejsce.

## Rekordy życiowe[4]
| Konkurencja           | Data i miejsce                   | Wynik     |
| --------------------- | -------------------------------- | --------- |
| bieg maratoński       | 26 września 1926, Królewska Huta | 3:04:12,0 |
| chód na 10 kilometrów | 8 grudnia 1927, Warszawa         | 52:15,2   |
| chód na 50 kilometrów | 4 października 1931, Wilno       | 5:34:04,0 |
| chód 1-godzinny       | Katowice                         | 11,400 km |

Był zawodnikiem Diany Katowice (1925) i Polonii Warszawa (1926-1934).